# Basler Verkehrs-Betriebe
 (septembre 2009).
Si vous disposez d'ouvrages ou d'articles de référence ou si vous connaissez des sites web de qualité traitant du thème abordé ici, merci de compléter l'article en donnant les références utiles à sa vérifiabilité et en les liant à la section « Notes et références ».
Pour les articles homonymes, voir BVB.
Basler Verkehrs-Betriebe, en abrégé BVB, est l'une des compagnies de transport public du canton de Bâle-Ville en Suisse.

## Histoire

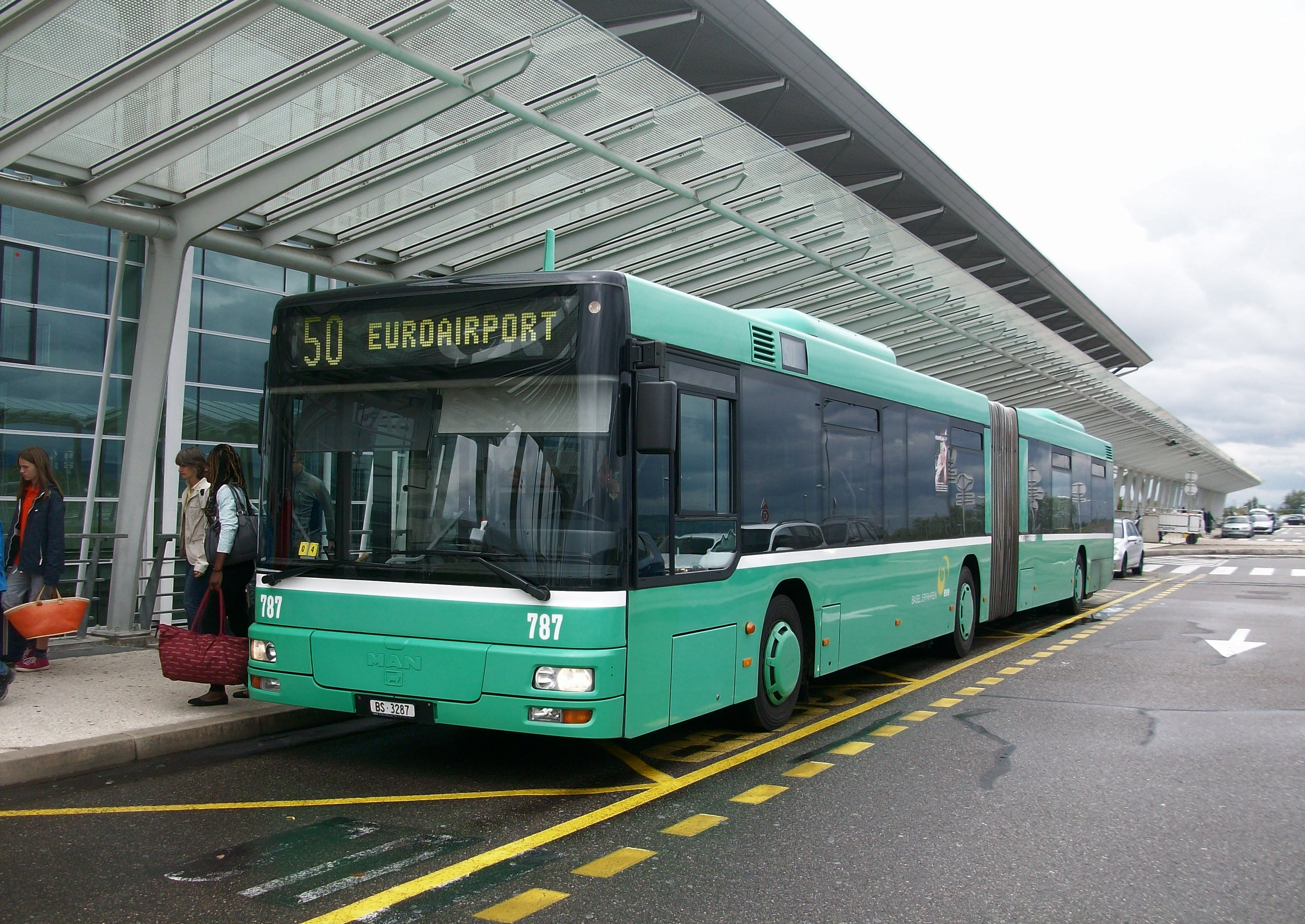
Autobus MAN des BVB à l'EuroAirport.

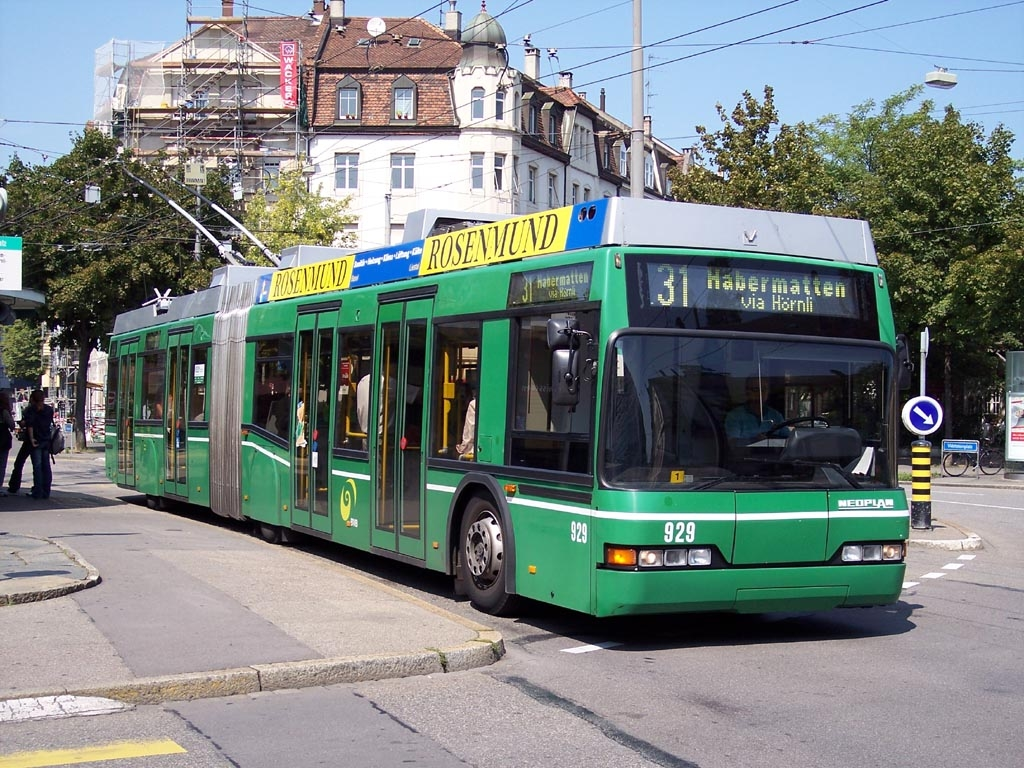
Trolleybus Bâle Neoplan no. 929 de la ligne 31, août 2005.

En 1874 apparaît un projet de tramway tracté par des chevaux à Bâle. La première réalisation, sous la forme d'un « tram omnibus » appelé Rösslitram voit le jour le 11 juillet 1881.
Le 6 mai 1895 , la compagnie Basler Strassenbahnen met sur les rails son premier tramway électrique entre la Gare Centrale et l'ancienne gare badoise Riehenring, actuel Messegelände. Il s'agit du premier tramway suisse à ne pas être privé puisque c'est la ville de Bâle qui l'exploite.
En 1897, le tramway atteint pour la première fois la périphérie de Bâle, et plus précisément Birsfelden. Enfin, 1er mars 1900, il franchit la frontière et s'arrête à Sankt-Ludwig dans l'empire allemand (actuellement Saint-Louis situé en France). Lors de la Première Guerre mondiale, la frontière est fermée.
La compagnie Basler Strassenbahnen a assuré dès leur création, la gestion des lignes pour les compagnies Basellandschaftliche Ueberlandbahn (BUeB), la Trambahn Bâle-Aesch (TAB) et jusqu'en 1916, pour la Birseckbahn (BEB). Ces compagnies ont fusionné dans la Baselland Transport en 1974.
En 1930, les deux premières lignes de bus ont été lancées. Elles reliaient Claraplatz à Bettingen via la Burgstrasse de Riehen. Elles n'existent plus aujourd'hui. Pendant la Seconde Guerre mondiale, une ligne de bus et plusieurs sections du tramway ont été fermées.
Durant la guerre, le manque de combustible eut pour conséquence l’introduction des premiers trolleybus en 1941. La compagnie Basler Strassenbahnen a exploitée également les deux autres lignes de trolleybus, lignes de tram converties au trolleybus en 1956 et en 1968. Les derniers trolleybus acquis par les transports publics bâlois étaient les Néoplan 924-934 mis en service entre 1995-96, ils ont été vendus à la Roumanie à la suite de l’abandon de l’exploitation des trolleybus à Bâle le 30 juin 2008.
C'est en 1946, après une réorganisation de la B.St.B que cette dernière prend le nom de Basler Verkehrs-Betriebe. Depuis le 1er janvier 2006, la société est indépendante du canton et fonctionne comme un établissement de droit public dont le Canton de Bâle-Ville est propriétaire à 100 %.

## Lignes exploitées

### Tramway

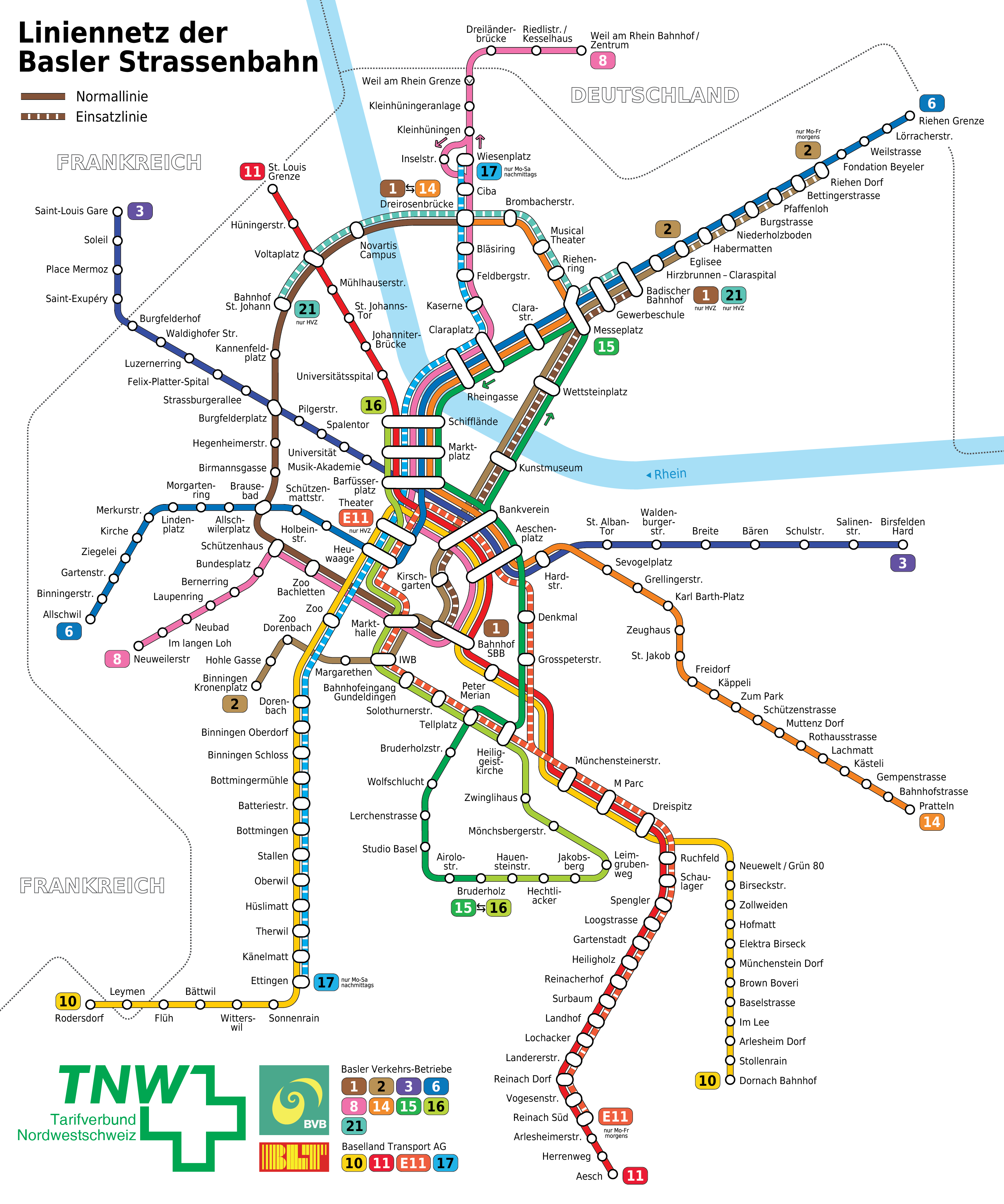
Plan des lignes de tramway de Bâle.

| Ligne | Parcours                                                   |
| ----- | ---------------------------------------------------------- |
| 1     | Dreirosenbrücke ↔ Bahnhof SBB / Badischer Bahnhof1         |
| 2     | Binningen Kronenplatz ↔ Eglisee / Riehen Dorf1             |
| 3     | Birsfelden Hard ↔ Burgfelderhof / Gare de Saint-Louis (F)2 |
| 6     | Allschwil Dorf ↔ Riehen Grenze                             |
| 8     | Neuweilerstrasse ↔ Kleinhüningen / Weil-am-Rhein (D)2      |
| 14    | Dreirosenbrücke ↔ Pratteln                                 |
| 15    | Messeplatz ↔ Bruderholz                                    |
| 16    | Bruderholz ↔ Schifflände                                   |
| 211   | Bahnhof St.-Johann ↔ Badischer Bahnhof                     |

1 : À certaines heures seulement
2 : Un tram sur deux

### Bus
| Ligne | Parcours                                                          |
| ----- | ----------------------------------------------------------------- |
| 30    | Bahnhof SBB ↔ Badischer Bahnhof                                   |
| 30E1  | Bahnhof SBB ↔ Kinderspital UKBB                                   |
| 31    | Otto Wenk-Platz ↔ Claraplatz / Bachgraben1                        |
| 32    | Rotengraben ↔ Chrischonaklinik                                    |
| 33    | Schifflände ↔ Schönenbuch                                         |
| 34    | Bottmingen Schloss ↔ Riehen Bahnhof via Habermatten1              |
| 35    | Habermatten ↔ Inzlinger Zoll                                      |
| 36    | Schifflände ↔ Kleinhüningen                                       |
| 38    | Bachgraben ↔ Wyhlen Siedlung (D)                                  |
| 421   | Bahnhof SBB ↔ Bettingen Dorf via Hoffmann-La Roche et Habermatten |
| 45    | Habermatten ↔ Chrischonaweg                                       |
| 46    | Kleinhüningen ↔ Badischer Bahnhof / Muttenz Bahnhof via Erlenmatt |
| 48    | Bahnhof SBB ↔ Bachgraben                                          |
| 50    | Bahnhof SBB ↔ EuroAirport                                         |

1 : À certaines heures seulement

## Matériel roulant

### Éléments moteurs
| Photo | Type     | Numéro                                                 | Modèle                  | Nombre | Constructeur | Mise en service | Remarques |
| ----- | -------- | ------------------------------------------------------ | ----------------------- | ------ | ------------ | --------------- | --- |
|       | Be 4/4   | 457–476                                                | Schweizer Standardwagen | 20     | Schindler    | 1967–1968       | 466–476 équipées d'un système de traction en unité multiples avec les éléments 477–502 et 659–686                                              |
|       | Be 4/6   | 624, 626–629, 637, 639, 642, 644–647, 650–653, 655–656 | Duewag-Einheitswagen    | 18     | Duewag       | 1972            | |
|       | Be 4/4   | 477–502                                                | Cornichons              | 25     | Schindler    | 1986–1987       | |
|       | Be 4/6 S | 659–686                                                | Guggummere              | 28     | Schindler    | 1990–1991       | Anciennement Be 4/6 allongés, 1997–1999 en cours d'allongement et d'installation de plancher bas                                               |
|       | Be 6/8   | 301–328                                                | Combino                 | 28     | Siemens      | 2000–2002       | |
|       | ...      | 5001-5044 (version longue) 6001-6017 (version courte)  | Flexity                 | 60     | Bombardier   | 2013-...        | 44 rames longues (43,2 m de long) et 17 rames courtes (31,8 m). Ces 61 rames sont destinées à remplacer les 101 plus vieux tramways du réseau. |

### Remorques
| Photo | Type | Numéro | Modèle                  | Nombre | Constructeur    | Mise en service | Remarques                                                                             |
| ----- | ---- | --- | ----------------------- | ------ | --------------- | --------------- | ------------------------------------------------------------------------------------- |
|       | B4   | 1430, 1433–1437, 1439, 1441–1448, 1450–1453, 1455, 1457–1461, 1465, 1467, 1471, 1474, 1478, 1483, 1498–1500, 1504 | Schweizer Standardwagen | 35     | Schindler / FFA | 1962–1972       |                                                                                       |
|       | B4   | 1449, 1456, 1463–1464, 1466, 1468–1470, 1472–1473, 1475–1477, 1479–1481, 1484–1497, 1501–1503, 1505–1506          | Schweizer Standardwagen | 35     | Schindler / FFA | 1967–1972       | en cours de rénovation complète avec installation de planchers bas accessibles au PMR |

À la fin 2020, les remorques B 1477, B 1484 et B 1494 ont quitté Bâle pour la Roumanie.

### Nouveaux matériels
Le Parlement de Bâle-ville a accepté en 2020, un crédit d'achat de 126 autobus électriques, ainsi que la reconstruction du garage de Rank et son équipement pour la recharge électrique des véhicules. Le fabricant suisse d’autobus HESS remporte une partie de l’appel d’offres international des BVB, avec des bus électriques (8 bus) lighTram 25 OPP (Opportunity Charge). L'autre bénéficiaire de la commande de 54 bus eCitaro est la société suisse EvoBus SA, filiale de Daimler AG.

## Accidents et incidents
En 1947, un grave accident à hauteur de l'Aeschenplatz (de) cause la mort de 6 personnes. Les années suivantes, des redirections ont été faites dû à des incidents de fonctionnements. Plusieurs véhicules ont même été tellement défectueux qu'ils ont arrêté de fonctionner.
En 2006, un autre accident provoque une coupure de la circulation sur la Barfüsserplatz.